# 어드벤처 타임 (파일럿)
〈어드벤처 타임〉(영어: Adventure Time)은 펜들턴 워드가 만든 단편 만화이다. 현재 카툰 네트워크에서 방영 중인 동명의 애니메이션의 파일럿으로 알려져 있다. 인간 소년 펜과 그의 친구이자 마법의 힘으로 몸의 크기와 모양을 자유자재로 변화시킬 수 있는 개 제이크의 모험을 다루고 있다. 이 에피소드에서 펜과 제이크는 버블검 공주를 얼음 대왕으로부터 구하려고 한다.
2007년 1월 11일 닉툰스에서 단독 단편으로 첫 공개되었고, 온라인상에서 큰 인기를 몰았다. 그 후 2007년 2월 11일에 닉툰스의 《랜덤! 카툰스》의 일부로 공식적으로 다시 방영되었고 이는 훗날 장편 애니메이션 시리즈로 제작되는데 영향을 주었다. 이 작품은 애니상 ‘최고의 단편 애니메이션 부문’의 후보에 오르기도 했다. 만화와 이후 텔레비전 시리즈로 제작된 작품의 기본적인 부분은 동일하지만, 텔레비전 시리즈는 종말 이후의 세상이 배경이라는 점에서 큰 차이가 있다.

## 줄거리
소년 펜과 개 제이크가 레이니콘이 우는 것을 보고 얼음 대왕이 결혼을 위해 버블검 공주를 납치했다는 사실을 깨닫게 된다. ‘모험할 시간’이라고 외친 후 펜과 제이크는 얼음 대왕이 사는 산으로 찾아가게 된다. 펜과 얼음 대왕이 싸우는 와중에 바깥에서 제이크는 싸움은 무시한 채 레이니콘과 함께 시시덕거린다. 펜이 우세를 보이려고 하자 얼음 대왕은 얼음 번개를 사용하여 펜을 얼음 속에 갇히게 한다. 그 순간 펜의 마음은 시간을 거슬러 화성으로 향하고, 에이브러햄 링컨을 만나 짧은 대화를 나누게 된다. 자기 자신을 믿으라는 말을 들은 직후 얼음이 부서지고, 펜의 정신이 되돌아온다. 펜은 얼음에서 나오자마자 얼음 대왕은 버블검 공주를 데리고 날아가 버린다. 펜은 제이크의 마법의 힘을 이용해 쫓아가 얼음 대왕으로부터 공주를 구하는데 성공하고, 제이크는 얼음 대왕의 힘의 원천인 마법 왕관을 없애버린다. 얼음 대왕은 자신이 언젠가는 복수할 것이라고 외치면서 땅으로 곤두박질치게 된다. 감사의 표시로 버블검 공주에게 키스를 받은 펜은 부끄러워하면서도 좋아한다. 펜은 또 다른 모험을 위해 자리를 떠나려고 하지만 제이크는 딱히 갈 곳도 없고 할 일도 없다면서 반대한다. 그러나 닌자들이 늙은 남자의 다이아몬드를 훔치는 장면을 보고서는 ‘모험할 시간’이라고 다시 외친 후 닌자들을 쫓아가게 된다.

## 등장인물
- 펜(Pen, 성우: 잭 셰이다) – 작품의 주인공 중 하나이다. 워드에 따르면 그냥 놀기를 좋아하는 어린 소년이다.[1] 텔레비전 시리즈에서는 핀(Finn)으로 이름이 바뀌고, 목소리도 잭 셰이다의 동생인 제러미 셰이다로 바뀐다.[2][3]
- 제이크(Jake, 성우: 존 디마지오[3]) – 작품의 또 다른 주인공이면서 펜의 친구이다.[1] 존 디마지오는 시리즈에서도 제이크 역할을 맡게 된다.[3]
- 버블검 공주(Princess Bubblegum 프린세스 버블검[*], 성우: 페이지 모스[4]) – 전형적인 비탄에 빠진 소녀이다. 시리즈에서는 힌든 월치가 목소리를 맡게 된다.[3][4]
- 레이니콘(Rainicorn, 성우: 디 브래들리 베이커) – 레이니콘은 시리즈에서 레이디 레이니콘(Lady Rainicorn, 무지개콘)으로 이름이 바뀌게 된다.[5] 단편에서는 울음소리만을 내고 말은 하지 못하지만, 시리즈에서는 한국인 스토리보드 작가인 니키 양이 맡게 되고 한국어로 대화를 하게 된다.[3]
- 얼음 대왕(Ice King 아이스 킹[*], 성우: 존 카서[6]) – 작품의 주요 악당이다. 워드는 인터뷰에서 ‘넛바’(nutbar)라고 부르기도 했다.[1] 시리즈에서는 성우가 톰 케니로 바뀌게 된다.[3][6]

## 제작

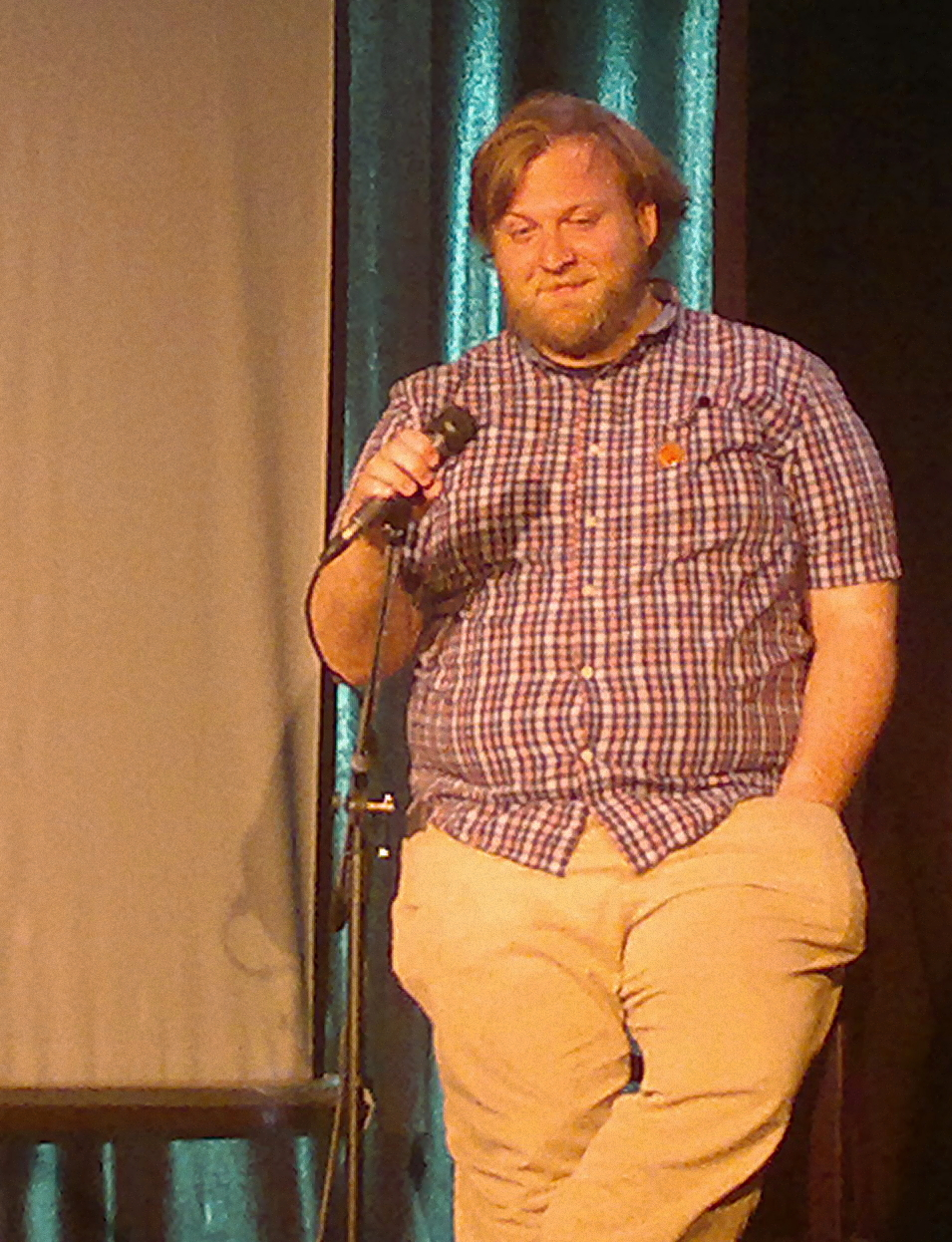
이 작품은 펜들턴 워드가 제작했다.

〈어드벤처 타임〉은 펜들턴 워드가 제작했다. 작품의 형식은 그가 캘리포니아 인스티튜트 오브 디 아츠(CalArts, 캘아츠)에 다닐 때의 경험에서 영향을 받았다고 했다. 〈어드벤처 타임〉은 대학을 졸업한 후 만든 첫 작품이다. 프레드레이터 스튜디오의 개발 부사장인 에릭 호만(Eric Homan)은 캘아츠의 “The Producer's Show”라는 애니메이션 상영회에서 워드가 만든 작품을 보고 나서부터 계속해서 교섭을 시도했다. 호만은 워드에게 프레드레이터의 애니메이션 소개 프로그램인 《랜덤! 카툰스》에 참여시킬 의향이 있다고 말했다. 그 후 워드는 약 1주에서 2주 가까이 〈어드벤처 타임〉의 스토리보드 개요를 만드는데 보냈다. 워드는 나중에 이러한 경험을 ‘신났다’라고 표현했는데, 왜냐하면 자신이 가라앉는지 제대로 수영하는지도 모른 채 그 속에 빠져 들었기 때문이라고 했다.
프레드레이터 스튜디오에 처음 들어왔을 때, 워드는 기타를 구입해서 에피소드의 주제곡을 불렀다. 프레드레이터의 CEO인 프레드 세이버트는 처음에 이 작품을 만드는 것을 보고 상업적인 느낌이 없는 ‘학생의 작품’과 같은 느낌이 들어서 마음에 들어 하지 않았다. 세이버트의 오랜 동료인 호만과 케빈 콜드(Kevin Kolde)는 프레젠테이션에서 세이버트가 크게 웃은 적이 있고, 그 웃음은 거짓이 아니었기에 그렇지 않다고 설득했다. 프레드레이터 스튜디오는 제작을 승인했고 〈어드벤처 타임〉은 본격적인 제작이 시작되었다.
워드는 단편 제작을 위해 캘아츠를 갓 졸업한 친구들을 고용했다. 네일 그라프(Neil Graf)는 채색을 맡았고, 줄리언 나리노(Julian Narino)는 배경 디자인, 애덤 무토는 세세한 물체를 그렸다. 그라프와 나리노는 후에 《킹 오브 더 힐》 시리즈 제작을 맡으면서 라이카 스튜디오(Laika Studio)에 들어가게 된다. 그러나 애덤 무토는 워드와 함께 《어드벤처 타임》의 프로듀서로서 현재까지 함께 일하고 있다. 제작은 2006년 봄에 끝났고, 총 7분의 러닝 타임으로 이루어져 있다.

## 방영과 반응
2007년 1월 11일 닉툰스에서 처음 방영이 되었고, 2008년 12월 7일에는 프레드레이터 스튜디오의 《랜덤! 카툰스》의 일부로 공식 방영되었다. 방영 후 인터넷 상에 영상이 올라와 폭발적인 인기를 끌었다. 프레드 세이버트에 따르면 2008년 4월 기준, 단편이 배포된 모든 곳을 합쳐 거의 300만 건의 조회 수를 기록했다. 또한 애니상 ‘최고의 단편 애니메이션 부문’(Best Animated Short Subject)의 후보에 오르기도 했지만, 수상에는 실패했다.
작품이 성공적인 인기를 끌자 프레드레이터 스튜디오는 〈어드벤처 타임〉을 정식 시리즈로 제작하기 위해 닉툰스에 홍보를 시도했지만, 두 번이나 거절당했다. 그 후 카툰 네트워크에 접선을 시도했고, 카툰 네트워크에서는 만약 펜들턴 워드가 니켈로디언을 위해 만든 이 작품이 원 히트 원더가 아니라는 것을 보여주면 시리즈 제작에 참여할 것이라고 말했다. 워드는 곧 작품의 콘셉트를 바꿨고, 더불어서 파일럿은 학생의 작품과 같은 느낌이 났지만 곧 만들어질 시리즈는 더 완벽하게 되기를 원했다. 처음에는 펜과 버블검 공주가 함께 스파게티 식사를 하러 가는 내용의 대략적인 스토리보드를 제출했다. 그러나 카툰 네트워크 측에서는 만족하지 못했고 다른 스토리보드를 원했다. 구체적으로 파일럿을 특별하게 만든 장면, 구체적으로는 처음에는 미친 듯한 춤이 나오고 에이브러햄 링컨이 등장하는 장면과 재미있는 대사, 마지막에는 공주와의 서투른 키스 장면과 같은 비슷한 것이 포함되기를 원했다. 펜들턴 워드는 에피소드 〈The Enchiridion〉의 초기 스토리보드를 파일럿 스타일과 비슷하게끔 하여 다시 제출했다. 그 결과 카툰 네트워크는 2008년 9월 첫 번째 시즌을 방영하는 것을 허락했고, 〈The Enchiridion〉은 첫 번째로 제작된 에피소드가 되었다.